# Хамгёнский диалект корейского языка
Хамгёнский диалект — диалект корейского языка, на котором разговаривают в северокорейских провинциях Хамгён-Пукто, Хамгён-Намдо и Янгандо. Этот диалект преимущественно используется корейцами, проживающими в северном Китае и на территории бывшего СССР. В хамгёнском диалекте широкое распространение получил процесс разложения дифтонгов — к примеру, фамилия 崔, современное южнокорейское Чхве, представляющее собой графическое чхо+и, в Хамгёне почти повсеместно даёт Цой.